# A. Schaaffhausen’scher Bankverein
A. Schaaffhausen’scher Bankverein – najstarszy bank w formie spółki akcyjnej w Niemczech (wówczas Prusy), założony w 1848, z siedzibą w Kolonii.
W 1929 został przejęty przez Deutsche Bank.

## Osoby powiązane z bankiem
- Gustav von Mevissen (menedżer w latach 1848–1857)
- Karl Mathy (dyrektor w latach 1854–1855)
- Carl Klönne (menedżer w latach 1879–1900)
- Hermann Fischer (menedżer w latach 1912–1919)